# 匈牙利經濟
匈牙利經濟是一個中等規模的經濟體。在東歐劇變後，匈牙利同大多數東歐國家一樣，經歷了由共產主義過渡到市場自由化的過程。匈牙利是歐盟、世界貿易組織和OECD的成員。經合組織於1996年接納匈牙利為其會員，是第一個接受匈牙利加入的國際經濟組織。 

## 第一產業
2008年，農業佔匈牙利國內生產總值4.3%。
匈牙利全國土地大約一半是耕地，主要農作物計有小麥、玉米、馬鈴薯、甜菜、蘋果、葡萄等等。畜牧業則有牛、豬、羊等等。匈牙利是世界第二大鵝肝生產國和最大出口國。匈牙利亦是世界領先的辣椒粉生產國之一。

## 第二產業
傳統上匈牙利工業是以重工業為主，包括採礦、冶金、機械、鋼鐵、化學、食品工業和汽車生產。
2008年，包括建築業，工業佔國內生產總值29.32％。

## 第三產業
服務業在2007年佔國內生產總值64％，主要建基於過去多年對物流、專業服務持續投資。匈牙利地處中歐中心，地緣位置在服務業興起中，扮演重要角色。

## 對外貿易
2007年，進口總額為686.2億歐元，出口總額為681.8億歐元。同年，匈牙利的出口額中有79％，進口額的70％是在歐盟內部進行的。

## 圖片

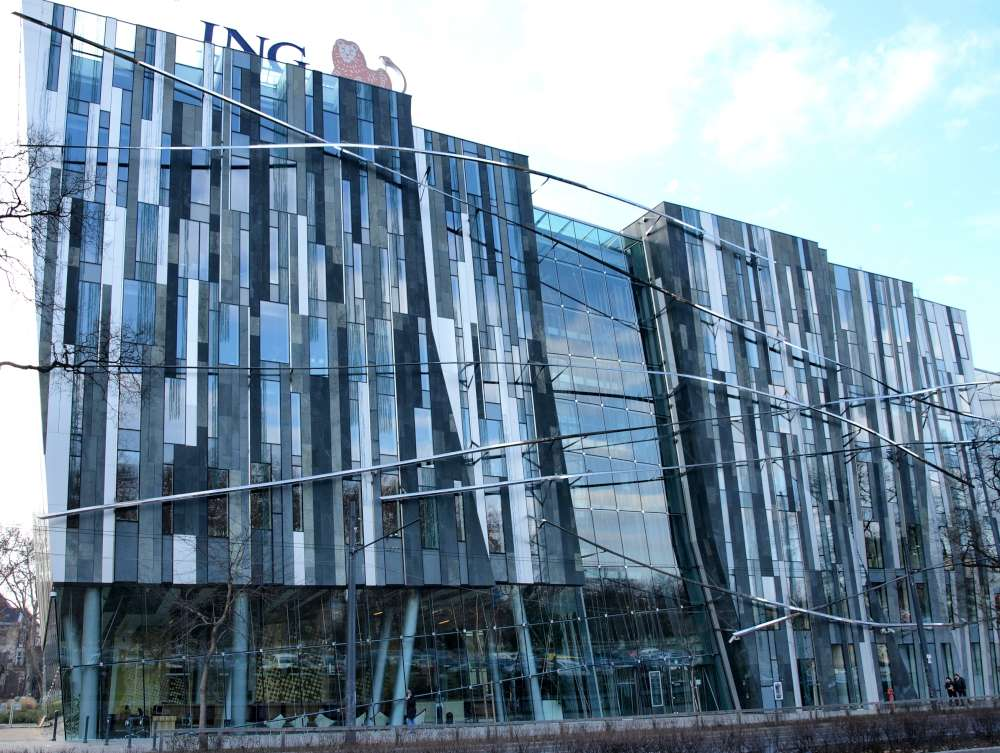
ING集團
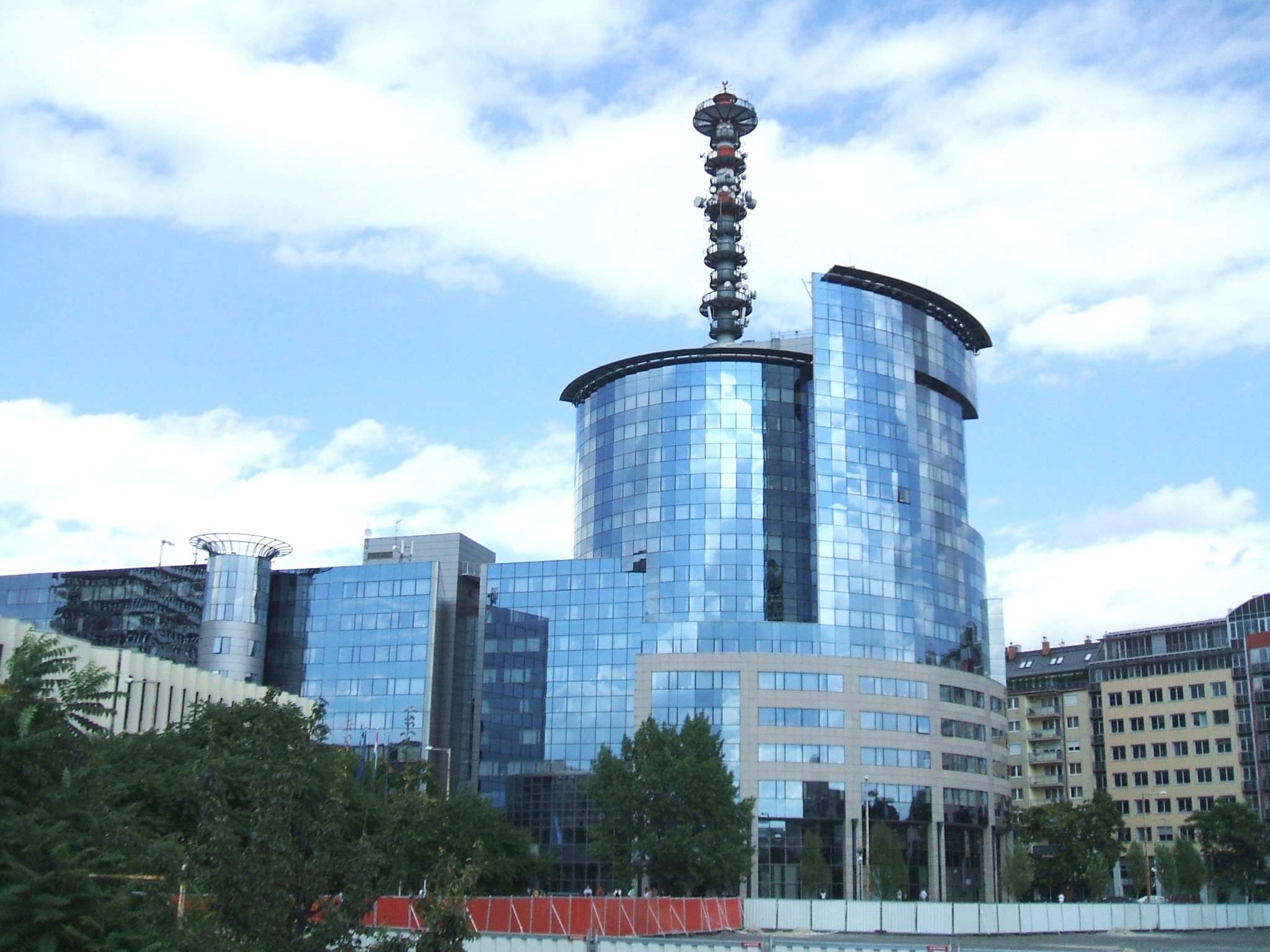
警察總部商業區
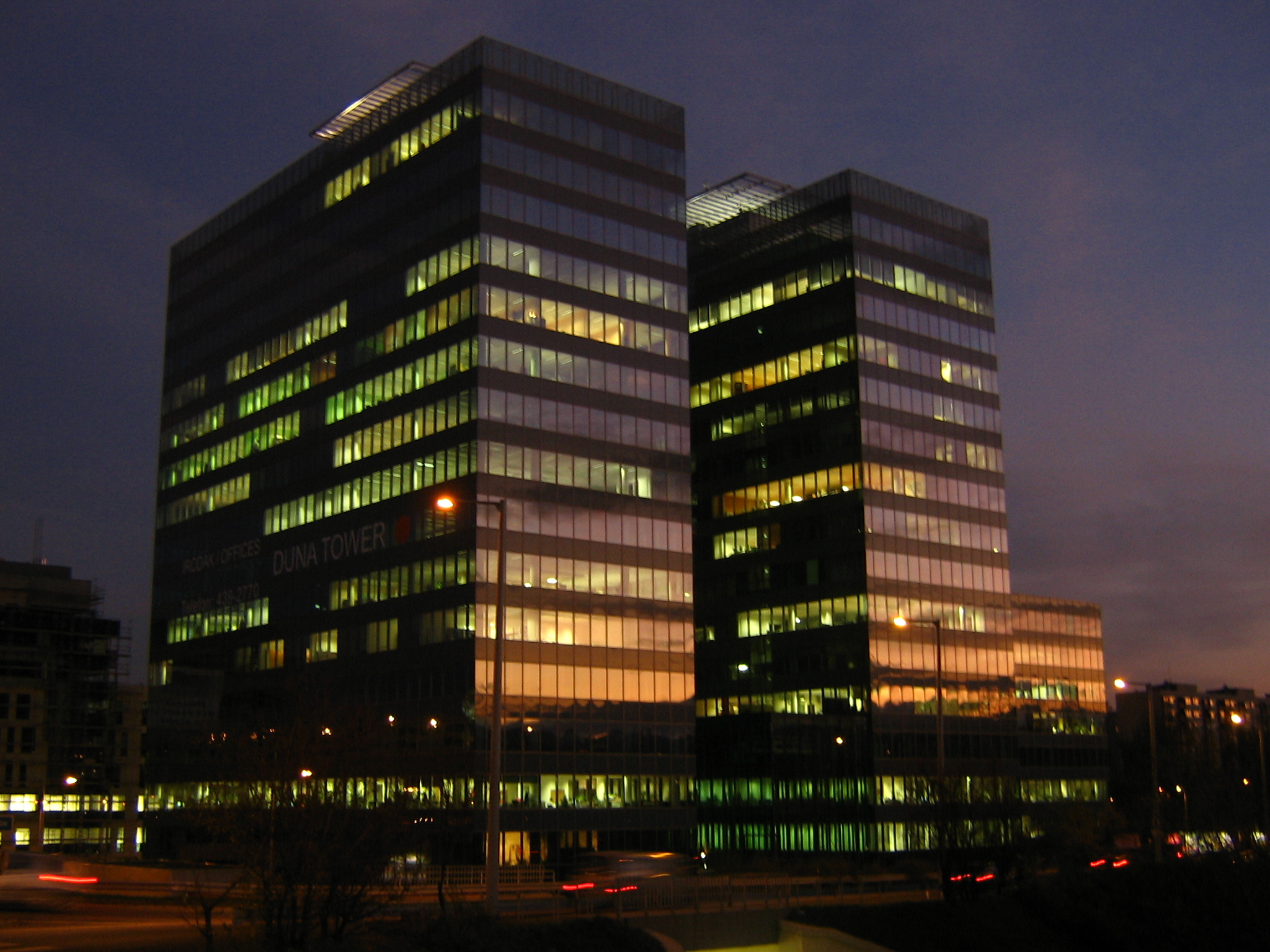
首都金融區
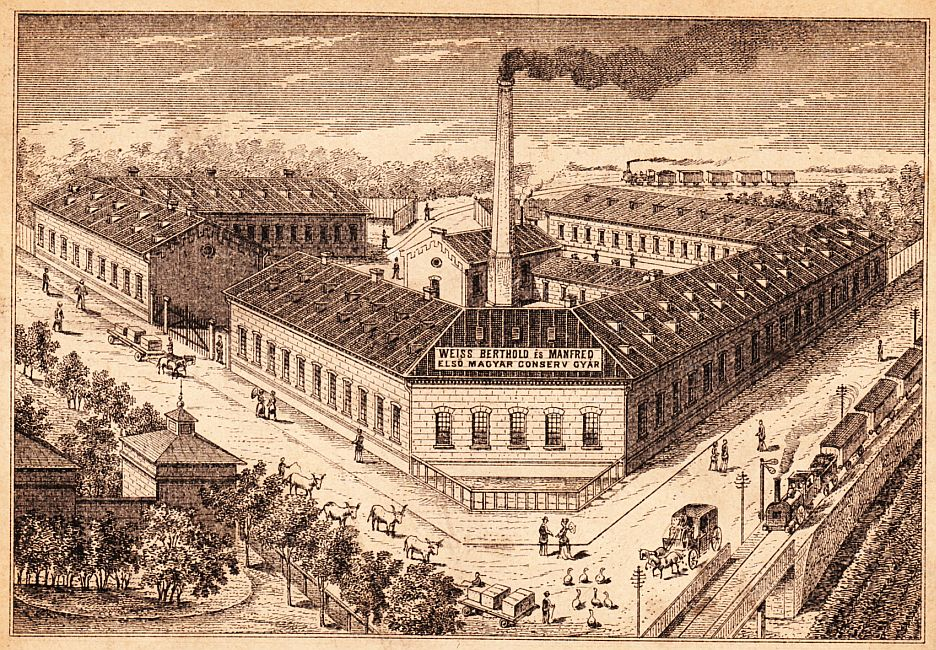
1880年的匈牙利工業城
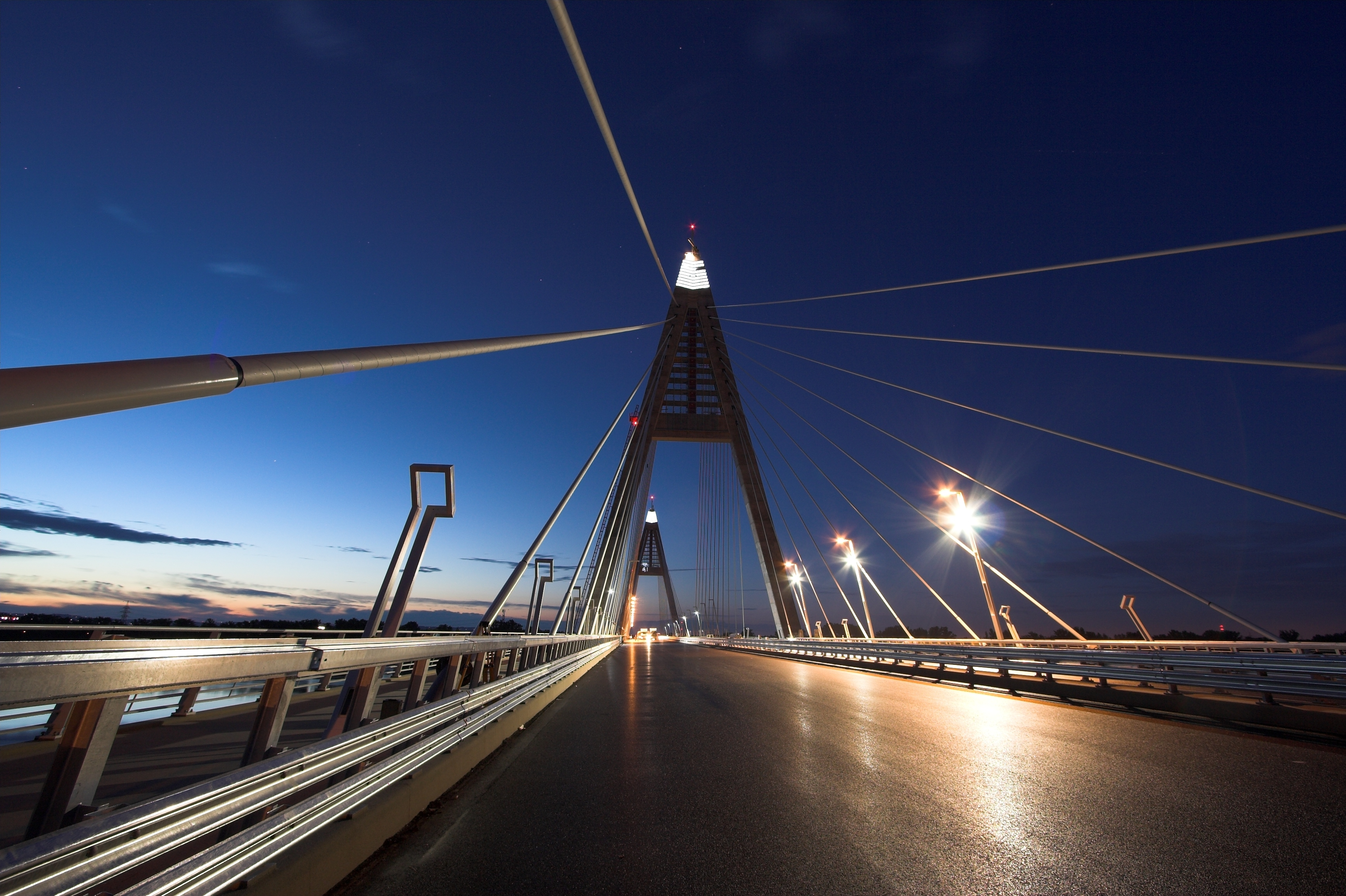
邁傑里橋
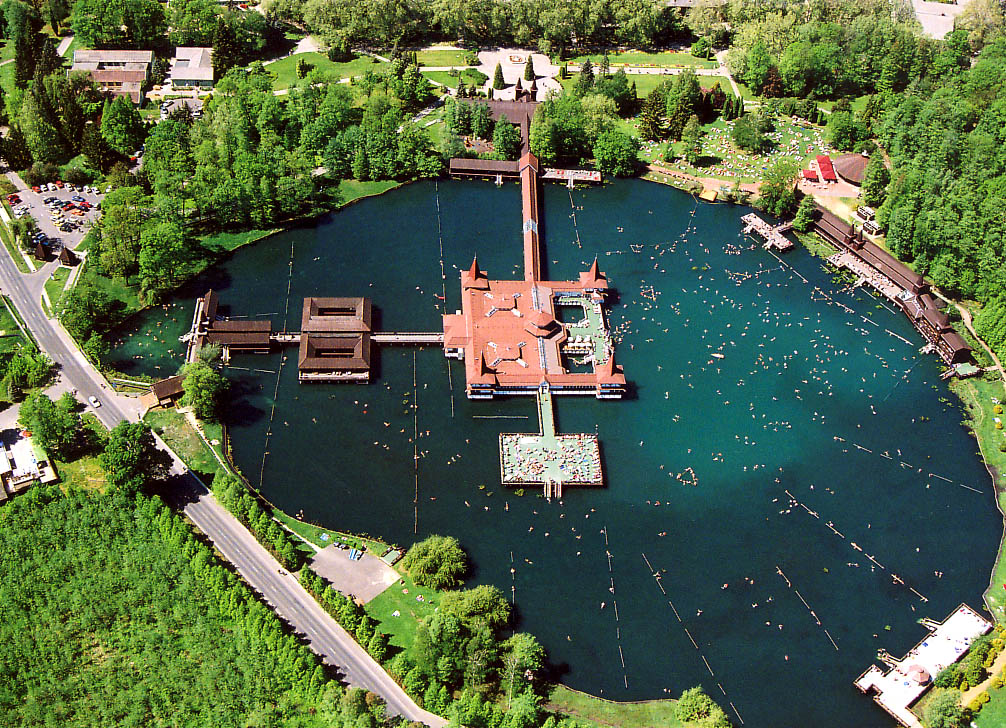
Medicinal度假區